# Mads Albæk
Mads Winther Albæk (Roskilde, 14 febbraio 1990) è un calciatore danese, centrocampista del Weiche Flensburgo.

## Caratteristiche tecniche
È un centrocampista difensivo.

## Palmarès

### Competizioni nazionali
- Coppa di Danimarca: 1

SønderjyskE: 2019-2020